# Södermalms IP
Södermalms IP är Skövdes största fotbolls-/friidrottsarena. Den stora läktaren rymmer 646 sittplatser och på motsatt sida finns den lilla läktaren som har ståplatser.
Stadion ligger ungefär 10-15 min promenad från centrum, och har P 4 på andra sidan järnvägen. Man kan se stadion när man åker förbi med tåg.
Här kan du se herrfotboll i Ettan södra på Södermalms IP då Skövde AIK och IFK Skövde FK spelar sina seriematcher här. Här spelar också Skövde KIK, både senior och junior.
Byggdes 1922 men byggdes om 1935 och invigdes då med Margareta Kjellberg som underhållare. 1979 fick Södermalms  el-ljus och allvädersbanor.
Från och med oktober 2006 har Södermalms IP även en konstgräsplan med värmeslingor, bakom huvudläktaren. Läktare har fått ett ansiktslyft med plaststolar. Utrymme för press m m har också byggts.
Ytterligare tillbyggnad skedde 2009 då ett två våningar högt servicehus innehållande omklädningsrum, VIP-utrymmen samt sekretariat för friidrotten byggdes till.
I början på 2023 kom beslutet att arenan ska göras om för att leva upp till kraven för Superettan. Bland annat är planen är att underlaget kommer vara konstgräs. Löparbanan kommer rivas upp och ersättas av nya ståplatsläktare på kortsidorna och ny sittplatsläktare på norra långsidan (med kapacitet på 1 000-1 100 sittplatser). Det innebär att arenan kommer ha en ny kapacitet på drygt 3 000. Förändringen ska påbörjas efter säsongen 2023 och planeras vara klar till säsongen 2025.

## Publik
Till Södermalms IP kom i genomsnitt 571 personer till Skövde AIK:s matcher 2007.
Publikrekordet sattes 1970. Skövde AIK spelade kvalmatch mot IFK Luleå om en plats i Allsvenskan 1971 inför 13 239 åskådare. Matchen slutade oavgjort (1–1).